# Departamento de Santa Cruz (Chile)
El departamento de Santa Cruz fue uno de los departamentos que integró la antigua provincia de Colchagua antes de la regionalización de 1976. Recibió el nombre de Santa Cruz, capital departamental.

## Historia
Fue creado el 30 de julio de 1904 por la Ley N.º 1.663, formando parte de la antigua provincia de Curicó, estableciéndose el nuevo departamento un juez de letras y segregando la representación parlamentaria de Curicó al darle derecho a un diputado.

Lei núm. 1663.- Santiago, a 30 de Julio de 1904.-

Por cuanto el Congreso Nacional ha dado su aprobacion al siguiente:
PROYECTO DE LEI:
Artículo primero. Se crea en la provincia de Curicó un nuevo departamento con el nombre de "Santa Cruz". 
ART. 2.° La cabecera del nuevo departamento será el pueblo de Santa Cruz, i los límites de su territorio los siguientes:
Al norte, el límite de la provincia de Curicó que la separa de la de Colchagua, en la parte comprendida entre San José de Toro i el Arrayan, i en seguida, la cadena de cerros de Ranquihue hasta dar frente a la de los cerros de Nilahue o Alcántara;
Al oeste, la cumbre de esta última cadena hasta el cerro de Ránguil;
Al sur, la cadena de los cerros de Caune hasta los de Quiriñeo, siguiendo las cumbres mas altas; i Al este, las cumbres de los cerros de "Paredones de Auquinco" hasta el punto en que se estrella en ellos el Chimbarongo frente a San José de Toro.
Con arreglo a estos límites quedarán modificados los deslindes respectivos del nuevo departamento, con los de Curicó i Vichuquen.
ART. 3.° El nuevo departamento tendrá un juez de letras, cuya residencia será la cabecera del departamento.
ART. 4.° La representacion de la provincia de Curicó, en la Cámara de Diputados, se modifica en la forma siguiente:
Cada uno de los departamentos de Curicó, Vichuquen i Santa Cruz, elejirán un Diputado.

I por cuanto, oido el Consejo de Estado, he tenido a bien aprobarlo i sancionarlo; por tanto, promúlguese i llévese a efecto como lei de la República.—JERMAN RIESCO.—M. E. Ballesteros.

Tras la promulgación de la Constitución de 1925, que reorganizó la administración del territorio nacional, por el Decreto con Fuerza de Ley 8.582 del 30 de diciembre de 1927 se reorganizó el departamento de Santa Cruz, pasando a formar parte de la provincia de Colchagua y anexándosele gran parte del departamento de San Fernando. Desde esta etapa el departamento fue integrado por las comunas de Santa Cruz, Chépica, Pumanque, Palmilla, Rosario Lo Solís, Pichilemu, Marchigüe y Peralillo. Años más tarde, al restaurarse las comunas de La Estrella, Lolol y Paredones, éstas también integraron el departamento de Santa Cruz.
En 1973 se segregó el departamento Cardenal Caro a partir del departamento de Santa Cruz. Con el proceso de regionalización impulsado por la dictadura militar de Augusto Pinochet, el departamento de Santa Cruz fue suprimido el 1 de enero de 1976.

## Subdelegaciones y comunas
Inicialmente, el departamento de Santa Cruz estuvo integrado por las comunas de Santa Cruz, Quinahue (creada por decreto del 18 de junio de 1902), Chépica, Auquinco (creada por decreto del 19 de agosto de 1918), Lolol, Ránquil (creada por decreto del 14 de enero de 1905) y Pumanque (creada por decreto del 13 de septiembre de 1901).
El Decreto con Fuerza de Ley N.º 8.583 del 30 de diciembre de 1927 redistribuye el territorio del departamento de Santa Cruz, quedando a partir de ahora conformado por las comunas de Santa Cruz, Chépica, Pumanque, Palmilla, Rosario Lo Solís, Pichilemu, Marchigüe y Peralillo.
- Comuna de Santa Cruz. Comprenderá las antiguas subdelegaciones: 1.a, Santa Cruz; 2.a, Quinahue; 5.a,  Nerquihue; y 6.a, Lolol; el distrito 3.°, Isla de  Paniahue, de la antigua subdelegación 10.a, Cunaco, del actual departamento de San Fernando y el distrito 2.°, Paniahue, de la antigua subdelegación 11.a, Palmilla, del actual departamento de San Fernando.
- Comuna de Chépica.- Comprenderá las antiguas subdelegaciones: 3.a, Chépica, y 4.a, Paredones de Auquinco.
- Comuna de Pumanque.- Comprenderá la antigua subdelegación 8.a, Pumanque, y la antigua subdelegación 4.a, Paredones, del antiguo departamento de Vichuquén.
- Comuna de Palmilla.- Comprenderá los distritos: 1.°. Palmilla. y 2.°. Colchagua, de la antigua subdelegación 11.a, Palmilla, del antiguo departamento de San Fernando, el distrito 2.o, Apaltas, de la antigua subdelegación 10.a, Cunaco, del mismo departamento y la antigua subdelegación 15.a, Huique, del actual departamento de San Vicente.
- Comuna de Rosario.- Comprenderá las antiguas subdelegaciones 15.a, Navidad, y 16.a, Rosario del actual departamento de San Fernando.
- Comuna de Pichilemu.- Comprenderá las antiguas subdelegaciones: 13.a, Cáhuil, y 14.a, Cocauquén del actual departamento de San Fernando.
- Comuna de Marchihue.- Comprenderá las antiguas subdelegaciones: 12.a, Peñablanca, y 17.a, Estrella, del actual departamento de San Fernando.
- Comuna de Peralillo.- Comprenderá las antiguas subdelegaciones: 18.a, Calleuque, y 21.a, Población del actual departamento de San Fernando.

Tiempo después se restauran la comunas de las comunas de La Estrella, Lolol y Paredones, quedando el departamento conformado por once comunas.
En 1973, al crearse el departamento Cardenal Caro, el departamento de Santa Cruz quedó conformado por las comunas de Santa Cruz, Chépica, Palmilla, Lolol, Paredones y Peralillo.

## Administración
La administración estaba en Santa Cruz, en donde se encontraba la Gobernación Departamental.

### Gobernadores
Esta lista está incompleta.
- Carlos Cardoen Decoene
- Alberto Araneda Concha (¿?-1970)
- José Luis Madariaga Céspedes (1970-1973)
- Mayor Milton de la Fuente Palma (1973-1974)
- Capitán Ricardo Manríquez Pearson (1974)

## Límites
- Al norte: provincia de O'Higgins y departamento de San Antonio
- Al oeste: departamento Cardenal Caro (al norte, desde 1973), Océano Pacífico (completamente hasta 1973)
- Al este: departamento de San Fernando
- Al sur: provincia de Curicó